# Sluisfabriek
De Sluisfabriek (voorheen NV Sluis Machinefabriek) is een voormalig fabriekscomplex aan de Tussendiepen in de Friese plaats Drachten. Het heeft een bijzondere plaats in de geschiedenis van de na-oorlogse industriële ontwikkeling van Drachten en staat daarom op de lijst van gemeentelijke monumenten in Smallingerland.

## Geschiedenis
Sluis was een van de gebruikers van de industrieflat aan de Oliemolenstraat, het toenmalige verzamelgebouw voor beginnende bedrijven. Toen het daar uit zijn jasje groeide, startte Sluis in 1960 met de bouw van een nieuwe machinefabriek. Sluis was het eerste bedrijf dat zich op de Tussendiepen vestigde en daarmee de grondlegger voor industrieterrein 'De Haven' in Drachten. Het blokvormige gebouw aan de straat bevatte de kantoren, de grote hallen waren de productiegebouwen die door middel van een tussenlid met het kantoor waren verbonden. In de lagere delen van de voorste fabriekshal bevonden zich onder meer de bedrijfskantine, magazijnen en een wasruimte voor de arbeiders.
De gebouwen zijn opgetrokken in staal en beton en hebben de stilistische kenmerken van het destijds gangbare, modernistische functionalisme. Het totale bedrijfscomplex is een lappendeken van gebouwen uit zeer uiteenlopende perioden. Sluis maakte onder meer silo's en lopende bandonderdelen. De fabriek die in 1998 failliet ging, ademt anno 2020 nog steeds de sfeer van toen uit.
In 2003 kocht dominee Jan Hofstra de fabriek en begon daar zijn autobussenmuseum. In hetzelfde jaar startten ook de eerste kunstenaars hun ateliers in de fabrieksruimtes. Eind 2015 nam Hollema Bouw de Sluisfabriek over van Jan Hofstra.
Sinds 2015 werkt de gemeente Smallingerland samen met de bedrijven aan de Tussendiepen aan de revitalisering van het bedrijventerrein. De Sluisfabriek fungeert daarbij als ontmoetings- en broedplaats waar nieuwe initiatieven en ideeën mogelijk worden gemaakt. In 2018 werden de eerste grote (culturele) evenementen gefaciliteerd en in 2019 werd voorzichtig gestart met noodzakelijke restauratiewerkzaamheden en vernieuwing van het pand, zowel van buiten als van binnen. Ook werd gestart met schoonmaakwerkzaamheden en zijn er meerdere huurders bijgekomen voor een kantoor, werkplaats of atelier. Daarnaast wordt de Sluisfabriek door organisaties en bedrijven gebruikt als inspirerende plaats voor hun evenementen, bijeenkomsten of brainstormsessies.
Stichting 'Craftwurk' zet zich sinds eind 2017 in voor de fabriek en helpt met de facilitering en organisatie van evenementen.